# Сеглиньш, Марек
Марек Сеглиньш (латыш. Mareks Segliņš; род. 4 июля 1970, Айзпуте) — латвийский государственный деятель.
Окончил юридический факультет Латвийского университета (1993). Непродолжительное время работал в Лиепае следователем, затем судьёй, в 1994—1998 гг. был помощником адвоката, затем адвокатом.
В 1998 г. избран в Сейм Латвийской Республики седьмого созыва, член Юридической и Хозяйственной комиссий. В 1999—2002 гг. — министр внутренних дел. В 2002—2006 гг. — депутат Сейма восьмого созыва, председатель Юридической комиссии; одновременно с апреля 2005 года внештатный советник председателя Совета министров по вопросам внутренних дел. В 2006 г. избран в Сейм девятого созыва, вновь возглавил Юридическую комиссию. 20 декабря 2007 г. во второй раз занял пост министра внутренних дел. В 2008—2009 гг. возглавлял Народную партию. В 2009 г. перешёл на пост министра юстиции.